# Föderation Demokratischer Arbeitervereine
Die Föderation der Demokratischen Arbeitervereine (türkisch: Demokratik İşçi Dernekleri Federasyonu, DIDF) wurde im Dezember 1980 als Dachverband von Arbeiter- und Kulturvereinen gegründet. Sie ist eine Organisation von türkeistämmigen (hauptsächlich türkisch- und kurdischstämmigen) Arbeitern in Deutschland und agiert außerdem noch in den Niederlanden, in Österreich, Großbritannien, Frankreich und der Schweiz.

## Struktur

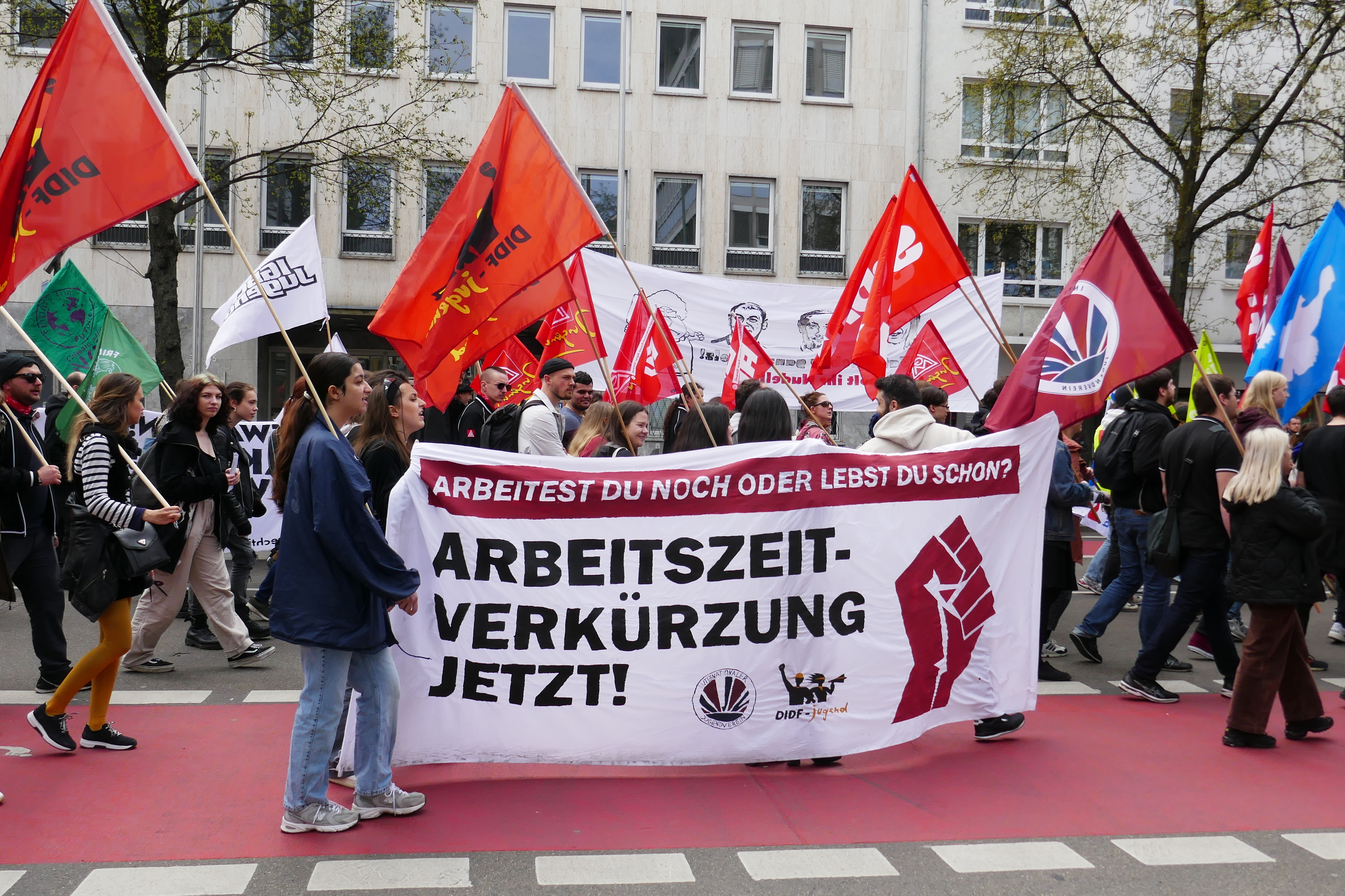
DIDF auf der Ersten-Mai-Demonstration Frankfurt 2023

In Deutschland existieren zurzeit mehr als 40 Ortsverbände. Tätigkeitsfelder erstrecken sich von gewerkschaftsnaher Arbeit über aktive studentische Initiativen an Universitäten und anderen Hochschulen bis zu Schlichtungsgruppen sowie sozialen und kulturellen Engagements, die Dialog fördern sollen. Bei der 25-jährigen Jubiläumsfeier in Essen waren mehrere türkisch-kurdische Fernsehsender und über 10.000 Besucher aus ganz Europa angereist.
2012 schloss sich die Föderation Demokratischer Arbeitervereine dem Bündnis Umfairteilen an.
Die Jugendorganisation DIDF-Jugend, welche 1996 gegründet wurde, setzt sich für Antifaschismus, Antirassismus, Menschen mit Migrationshintergrund, Antimilitarismus, Frieden und soziale Gerechtigkeit ein. Die DIDF-Jugend gibt alle zwei Monate die Zeitschrift Junge Stimme heraus. Die Kinder in der Jugendorganisation werden als Sterne bezeichnet.

## Vertreter
Die Bundestagsabgeordnete Sevim Dağdelen (BSW, zuvor Die Linke) und die EU-Parlamentsabgeordnete Özlem Alev Demirel (Die Linke), waren Mitglieder des DIDF-Bundesvorstandes. Dem niederländischen Parlament gehört seit November 2006 die DIDF-Aktivistin Sadet Karabulut (Socialistische Partij (SP)) an. Die Hamburger Bürgerschaftsabgeordneten Deniz Çelik (Die Linke) und Mehmet Yıldız (bis 2024 Die Linke) sind ebenfalls Mitglied der DIDF.
2016 erhielt die aktuelle Vorsitzende Sefariye Ekşi von der Bundesregierung die Integrationsmedaille für außerordentliches Engagement.

## Kritik
Im hessischen Verfassungsschutzbericht von 2021 wurde die DIDF als „Linksextremistische Organisationen mit türkischem Ursprung“ bezeichnet. Doch sei für ihre Mitglieder diese Herkunft weniger bestimmend als die Ideologie. Es gebe Kontakte und Verbindungen vor allem zur SDAJ und DKP.
Der deutsche Bundesjugendring kritisierte die Nennung der DIDF-Jugend im Verfassungsschutzbericht und beschreibt die Tätigkeiten, die im Bericht erwähnt werden, als typisch für die Jugendverbandsarbeit und auch eine mögliche Kontaktschuld zu als extremistisch verorteten Gruppierungen könne eine solche Nennung nicht rechtfertigen.
Seit dem Berichtsjahr 2023 ist die DIDF im Verfassungsschutzbericht nicht mehr erwähnt.